# Lange Mark
Die Lange Mark (auch Mark genannt) ist ein bis 325,3 m ü. NN hoher, kleiner Höhenrücken im nordwestlichen Unstrut-Hainich-Kreis in Thüringen (Deutschland).

## Geographische Lage
Der in Ost-West-Richtung verlaufende schmale Höhenrücken ist etwa 5 Kilometer lang und maximal 1,5 Kilometer breit. Er beginnt im Westen östlich des Hasenberges (ca. 360 m) und Kühmstedter Berges (ca. 340 m) und verläuft zwischen der Unstrut (mit dem Kühmstedter Bach) im Norden und der Luhne (mit dem Rodegraben) im Süden, sowie dem Stadtberg (ca. 290 m) im Osten.
Er liegt zwischen den Ortschaften Horsmar im Norden, Dachrieden im Osten und Lengefeld im Süden, sowie etwa 5 Kilometer nordwestlich der Kreisstadt Mühlhausen.

## Naturräumliche Einordnung
Die Mark ist ein östlicher Ausläufer des Oberen Eichsfeldes und liegt im Übergangsbereich vom Östlichen Obereichsfeld (Nr. 483.3) zum Thüringer Becken (Nr. 482). In der Kartierung zum Handbuch der naturräumlichen Gliederung Deutschlands liegt sie so gerade noch im Oberen Eichsfeld und stellt dort den unmittelbaren Beckenrand dar.
Die Kartierung der innerthüringischen Gliederung Die Naturräume Thüringens der Thüringer Landesanstalt für Umwelt und Geologie (TLUG) zählt sie indes bereits zum  Innerthüringer Ackerhügelland und damit zum Becken selber.

## Besonderheiten
Der Name Mark könnte von der früher gebräuchlichen Bezeichnung für eine Grenzregion stammen, die eine Abgrenzung des Territoriums der Freien Reichsstadt Mühlhausen zum benachbarten Eichsfeld darstellte. Der gesamte Höhenrücken wird landwirtschaftlich genutzt und wurde bereits im Mittelalter als Verkehrsweg in verschiedenen Richtungen genutzt. Die wichtigste Straßenverbindung ist die ehemalige Chaussee zwischen Mühlhausen und Dingelstädt, die heutige Bundesstraße 247, die über den gesamten Höhenkamm bis zur Lengefelder Warte am Mühlhäuser Landgraben verläuft.
Von der Mark hat man eine weite Aussicht auf die Höhen des Eichsfeldes, des Hainichs und das nordwestliche Thüringer Becken.